# Osica de Sus
Osica de Sus é uma comuna romena localizada no distrito de Olt, na região de Oltênia. A comuna possui uma área de 49.29 km² e sua população era de 5220 habitantes segundo o censo de 2007.